# Selden, Kansas
Selden är en ort i Sheridan County i Kansas. Vid 2020 års folkräkning hade Selden 184 invånare.

## Kända personer från Selden
- Norman Malcolm, filosof